# 亚妮特·贝尔莫伊
亚妮特·贝尔莫伊（西班牙語：Yanet Bermoy，1987年5月29日—）是一名古巴女子柔道运动员。她曾参加2008年和2012年两届奥运，各获得一枚银牌，其中2008年的银牌来自于48公斤级项目，2012年的银牌则来自于52公斤级项目。